# Blizzard Albany
Blizzard Albany (früher Vicarious Visions, Inc.) ist ein US-amerikanischer Videospielentwickler mit Sitz in Albany, New York. Das Studio wurde im Januar 2005 von Activision übernommen. Vicarious Visions wurde im Januar 2021 nach der Veröffentlichung seines letzten Spiels, Tony Hawk's Pro Skater 1 + 2, Teil von Activisions Schwesterfirma Blizzard Entertainment. Vicarious Visions wurde im April 2022 mit Blizzard fusioniert und in Blizzard Albany umbenannt.

## Geschichte

Logo von Vicarious Visions (2017–2022)

### Studiogeschichte
Das Studio wurde 1991 von den Brüdern Karthik und Guha Bala gegründet, als sie noch auf der Highschool waren. In den späten 1990er Jahren berief Vicarious Visions Michael Marvin, einen in Albany ansässigen Investor und Unternehmer sowie Gründer und ehemaligen CEO der MapInfo Corporation, und Charles S. Jones, einen Investor, der in den Vorständen verschiedener Software- und Industrieunternehmen, darunter Geac und PSDI, saß, in seinen Vorstand. Unter ihrer Führung wurde ein Verkauf des Unternehmens an Activision ausgehandelt, der den ursprünglichen Investoren mehr als das 20-fache ihrer ursprünglichen Investition einbrachte. Im Januar 2005 wurde Vicarious Visions vom Publisher Activision übernommen. Im Juni 2007 schloss Activision das Büro von Vicarious Visions in Mountain View, Kalifornien. Am 5. April 2016 gaben die Bala-Brüder bekannt, dass sie das Unternehmen verlassen haben. Die Brüder gründeten dann im November 2016 die Velan Studios.
Am 22. Januar 2021 wurde Vicarious Visions durch Activision Blizzard von einer Tochtergesellschaft von Activision in eine Tochtergesellschaft von Blizzard Entertainment überführt. Die mehr als 200 Mitarbeiter von Vicarious Visions sind jetzt Mitarbeiter von Blizzard. Vicarious hatte vor dieser Ankündigung bereits seit etwa zwei Jahren mit Blizzard zusammengearbeitet, unter anderem an dem Remaster Diablo II: Resurrected. Blizzard hielt diesen Schritt für das Beste, da die Gruppe von Vicarious nicht nur für das Remaster, sondern auch für andere Diablo-Produkte, einschließlich Diablo IV, weiterhin Unterstützung bieten sollte. Vicarious Visions Studiochef Jen Oneal wechselte in das Management von Blizzard und wurde von Simon Ebejer, dem bisherigen Chief Operating Officer des Studios, abgelöst. Am 27. Oktober 2021 informierte Blizzard die Mitarbeiter von Vicarious Visions, dass das Studio seinen Namen ändern würde. Das Studio wurde am 12. April 2022 vollständig in Blizzard integriert und wurde in Blizzard Albany umbenannt, behielt aber seine Büros.

### Spielgeschichte
Terminus, ein Online-Multiplayer Weltraumspiel, gewann zwei Independent Games Festival Preise im Jahr 1999. Sie wurden als führender Entwickler von Handheld-Spielen bekannt, die durch die Tony Hawk's-Pro-Skater-Serie bahnbrechend wurden, und entwickelten Game-Boy-Advance- und Nintendo-DS-Titel der Hauptserie sowie einen Ableger. Sie entwickelten die ersten drei Crash-Bandicoot-GBA-Spiele. Vicarious Visions entwickelte Spider-Man, Spider-Man 2: Enter Electro, Ultimate Spider-Man, Crash Nitro Kart, Star Wars Jedi Knight II: Jedi Outcast, Star Wars Jedi Knight: Jedi Academy, und Doom 3 für die Xbox. Vicarious Visions entwickelte für die Guitar Hero-Serie auf den Plattformen Nintendo DS und Wii. Für Guitar Hero: On Tour entwickelte Vicarious Visions das Peripheriegerät „Guitar Grip“ für den Nintendo DS, das den Gitarren-Controller für das tragbare System emuliert.
Am 10. Juni 2011 wurde bekannt, dass Vicarious Visions an der 3DS-Version von Skylanders: Spyro's Adventure arbeitete und später eine wichtige Rolle bei der Entwicklung der Skylanders-Spielserie spielen sollte, indem sie die Spiele Skylanders: Swap Force und Skylanders: Super Chargers entwickelten. Am 8. Dezember 2016 gab Vicarious Visions bekannt, dass sie sich mit Bungie zusammenschließen, um an der Destiny-Franchise zu arbeiten.

## Spielengine
Vicarious Visions' Alchemy ist die Spiel-Engine des Unternehmens. Sie wurde im Jahr 2002 veröffentlicht. Ursprünglich hieß sie Intrinsic Alchemy und wurde von Intrinsic Graphics entwickelt. Sie wurde umbenannt, nachdem Vicarious Visions Intrinsic Graphics 2003 übernommen hatte.

## Entwickelte Spiele
| Jahr | Spiel                                                                           | Plattform                                                               |
| ---- | ------------------------------------------------------------------------------- | ----------------------------------------------------------------------- |
| 1996 | Synnergist                                                                      | Microsoft DOS (PC CD-ROM)                                               |
| 1997 | Dark Angael                                                                     | Microsoft Windows                                                       |
| 1999 | Zebco Fishing!                                                                  | Game Boy Color                                                          |
| 1999 | Vigilante 8                                                                     | Game Boy Color                                                          |
| 2000 | Polaris SnoCross                                                                | Game Boy Color, Nintendo 64, PlayStation, Microsoft Windows             |
| 2000 | Terminus                                                                        | Microsoft Windows, MacOS, Linux                                         |
| 2000 | Spider-Man                                                                      | Game Boy Color                                                          |
| 2000 | The Wild Thornberrys: Rambler                                                   | Game Boy Color                                                          |
| 2000 | Pro Darts                                                                       | Game Boy Color                                                          |
| 2000 | Barbie: Magic Genie Adventure                                                   | Game Boy Color                                                          |
| 2000 | Jimmy White’s Cue Ball                                                          | Game Boy Color                                                          |
| 2001 | Wanadoo SnowCross                                                               | Game Boy Color, Microsoft Windows                                       |
| 2001 | Rescue Heroes: Fire Frenzy                                                      | Game Boy Color                                                          |
| 2001 | Blue’s Clues: Blue's Alphabet Book                                              | Game Boy Color                                                          |
| 2001 | SpongeBob SquarePants: Legend of the Lost Spatula                               | Game Boy Color                                                          |
| 2001 | Zoboomafoo: Playtime in Zobooland                                               | Game Boy Color                                                          |
| 2001 | Monsters, Inc.                                                                  | Game Boy Color                                                          |
| 2001 | Kelly Club: Clubhouse Fun                                                       | Game Boy Color                                                          |
| 2001 | Sea-Doo Hydrocross                                                              | PlayStation                                                             |
| 2001 | Spider-Man 2: Enter Electro                                                     | PlayStation                                                             |
| 2001 | Tony Hawk’s Pro Skater 2                                                        | Game Boy Advance                                                        |
| 2001 | Power Rangers: Time Force                                                       | Game Boy Advance                                                        |
| 2001 | Spider-Man: Mysterio’s Menace                                                   | Game Boy Advance                                                        |
| 2002 | Crash Bandicoot: The Huge Adventure                                             | Game Boy Advance                                                        |
| 2002 | Tony Hawk’s Pro Skater 3                                                        | Game Boy Advance                                                        |
| 2002 | Frogger Advance: The Great Quest                                                | Game Boy Advance                                                        |
| 2002 | SpongeBob SquarePants: Revenge of the Flying Dutchman                           | Game Boy Advance                                                        |
| 2002 | The Powerpuff Girls: Him and Seek                                               | Game Boy Advance                                                        |
| 2002 | Tony Hawk’s Pro Skater 4                                                        | Game Boy Advance, PlayStation                                           |
| 2002 | Star Wars Jedi Knight II: Jedi Outcast                                          | GameCube, Xbox                                                          |
| 2002 | Whiteout                                                                        | Microsoft Windows, PlayStation 2, Xbox                                  |
| 2003 | The Muppets: On With The Show!                                                  | Game Boy Advance, Microsoft Windows                                     |
| 2003 | Crash Bandicoot 2: N-Tranced                                                    | Game Boy Advance                                                        |
| 2003 | Bruce Lee: Return of the Legend                                                 | Game Boy Advance                                                        |
| 2003 | X2: Wolverine’s Revenge                                                         | Game Boy Advance                                                        |
| 2003 | Finding Nemo                                                                    | Game Boy Advance                                                        |
| 2003 | Jet Set Radio                                                                   | Game Boy Advance                                                        |
| 2003 | Disney’s Extreme Skate Adventure                                                | Game Boy Advance                                                        |
| 2003 | Disney’s The Lion King 1½                                                       | Game Boy Advance                                                        |
| 2003 | Tony Hawk’s Underground                                                         | Game Boy Advance                                                        |
| 2003 | SpongeBob SquarePants: Battle for Bikini Bottom                                 | Game Boy Advance                                                        |
| 2003 | Disney’s Brother Bear                                                           | Game Boy Advance                                                        |
| 2003 | Crash Nitro Kart                                                                | Game Boy Advance, GameCube, PlayStation 2, Xbox, N-Gage                 |
| 2003 | Spy Muppets: License to Croak                                                   | Game Boy Advance, Microsoft Windows                                     |
| 2003 | Star Wars Jedi Knight: Jedi Academy                                             | Xbox                                                                    |
| 2004 | Rivet                                                                           | Mobiltelefone                                                           |
| 2004 | Spider-Man vs. Doc Ock                                                          | Mobiltelefone                                                           |
| 2004 | Shrek 2                                                                         | Game Boy Advance                                                        |
| 2004 | Crash Bandicoot Purple: Ripto’s Rampage and Spyro Orange: The Cortex Conspiracy | Game Boy Advance                                                        |
| 2004 | Shark Tale                                                                      | Game Boy Advance                                                        |
| 2004 | Tony Hawk’s Underground 2                                                       | Game Boy Advance                                                        |
| 2004 | That’s So Raven                                                                 | Game Boy Advance                                                        |
| 2004 | Shrek 2: Beg For Mercy!                                                         | Game Boy Advance                                                        |
| 2004 | Codename: Kids Next Door – Operation: S.O.D.A.                                  | Game Boy Advance                                                        |
| 2004 | Spider-Man 2                                                                    | Nintendo DS, PlayStation Portable                                       |
| 2005 | Doom 3                                                                          | Xbox                                                                    |
| 2005 | Madagascar: Operation Penguin                                                   | Game Boy Advance                                                        |
| 2005 | Batman Begins                                                                   | Game Boy Advance                                                        |
| 2005 | X-Men Legends II: Rise of Apocalypse                                            | PlayStation Portable                                                    |
| 2005 | Madagascar                                                                      | Game Boy Advance, Nintendo DS                                           |
| 2005 | Ultimate Spider-Man                                                             | Game Boy Advance, Nintendo DS                                           |
| 2005 | Tony Hawk’s American Sk8land                                                    | Game Boy Advance, Nintendo DS                                           |
| 2006 | Over the Hedge                                                                  | Game Boy Advance, Nintendo DS                                           |
| 2006 | Over the Hedge: Hammy Goes Nuts                                                 | Game Boy Advance                                                        |
| 2006 | Tony Hawk’s Downhill Jam                                                        | Nintendo DS                                                             |
| 2006 | Marvel: Ultimate Alliance                                                       | PlayStation Portable, Wii                                               |
| 2007 | Spider-Man 3                                                                    | Game Boy Advance, Nintendo DS, PlayStation 2, PlayStation Portable, Wii |
| 2007 | Shrek the Third                                                                 | Game Boy Advance, Nintendo DS                                           |
| 2007 | Guitar Hero III: Legends of Rock                                                | Wii                                                                     |
| 2007 | Transformers: Decepticons                                                       | Nintendo DS                                                             |
| 2007 | Transformers: Autobots                                                          | Nintendo DS                                                             |
| 2007 | Tony Hawk’s Proving Ground                                                      | Nintendo DS                                                             |
| 2007 | Bee Movie Game                                                                  | Nintendo DS                                                             |
| 2008 | Kung Fu Panda                                                                   | Nintendo DS                                                             |
| 2008 | Guitar Hero: On Tour                                                            | Nintendo DS                                                             |
| 2008 | Ein Quantum Trost                                                               | Nintendo DS                                                             |
| 2008 | Guitar Hero On Tour: Decades                                                    | Nintendo DS                                                             |
| 2008 | Guitar Hero: Aerosmith                                                          | Wii                                                                     |
| 2008 | Guitar Hero World Tour                                                          | Wii                                                                     |
| 2009 | Guitar Hero 5                                                                   | Wii                                                                     |
| 2009 | Marvel: Ultimate Alliance 2                                                     | PlayStation 3, Xbox 360                                                 |
| 2009 | Band Hero                                                                       | Nintendo DS, Wii                                                        |
| 2009 | Mixed Messages                                                                  | DSiWare                                                                 |
| 2009 | Transformers: Revenge of the Fallen – Decepticons                               | Nintendo DS                                                             |
| 2009 | Transformers: Revenge of the Fallen – Autobots                                  | Nintendo DS                                                             |
| 2009 | Guitar Hero On Tour: Modern Hits                                                | Nintendo DS                                                             |
| 2010 | Transformers War for Cybertron: Decepticons                                     | Nintendo DS                                                             |
| 2010 | Transformers War for Cybertron: Autobots                                        | Nintendo DS                                                             |
| 2010 | Guitar Hero                                                                     | iOS                                                                     |
| 2010 | Guitar Hero: Warriors of Rock                                                   | Wii                                                                     |
| 2011 | Skylanders: Spyro's Adventure                                                   | Nintendo 3DS                                                            |
| 2012 | Skylanders: Cloud Patrol                                                        | iOS, Android, Kindle Fire                                               |
| 2012 | Skylanders: Lost Islands                                                        | iOS, Android                                                            |
| 2012 | Skylanders: Battlegrounds                                                       | iOS, Android                                                            |
| 2012 | Skylanders: Giants                                                              | Wii U                                                                   |
| 2013 | Skylanders: Swap Force                                                          | PlayStation 3, PlayStation 4, Wii U, Xbox 360, Xbox One                 |
| 2014 | Skylanders: Trap Team                                                           | iOS, Android, Kindle Fire                                               |
| 2015 | Skylanders: SuperChargers                                                       | PlayStation 3, PlayStation 4, Xbox 360, Xbox One, Wii U, iOS            |
| 2016 | Skylanders: Imaginators (Crash Edition)                                         | PlayStation 3, PlayStation 4                                            |
| 2017 | Destiny 2                                                                       | Microsoft Windows                                                       |
| 2017 | Crash Bandicoot N. Sane Trilogy                                                 | PlayStation 4, Xbox One, Nintendo Switch, PC                            |
| 2020 | Tony Hawk’s Pro Skater 1 + 2                                                    | PlayStation 4, Xbox One, PC, PlayStation 5, Xbox X/S, Nintendo Switch   |
| 2021 | Diablo II: Resurrected                                                          | PlayStation 5, PlayStation 4, Xbox X/S, Xbox One, Nintendo Switch, PC   |

## Eingestellte Spiele
| Jahr | Spiel                         | Plattform                                   |
| ---- | ----------------------------- | ------------------------------------------- |
| 2000 | AMF Xtreme Bowling            | Game Boy Color                              |
| 2000 | VR Sports Powerboat Racing    | Game Boy Color                              |
| 2000 | Carnivale                     | Game Boy Color                              |
| 2001 | Sea-Doo Hydrocross            | Dreamcast, Game Boy Color, N64              |
| 2008 | Call of Duty: Roman Wars      | Microsoft Windows, PS3, Xbox 360            |
| 2010 | DJ Hero 3D                    | 3DS                                         |
| 2011 | Guitar Hero 7                 | PS3, Xbox 360, Wii                          |
| 2012 | Untitled Crash Bandicoot game | PS3, Xbox 360, Wii                          |
| 2017 | Untitled Skylanders game      | PS4, PS3, Xbox One, Xbox 360, Switch, Wii U |